# Jean IV de Schaumbourg
Jean IV de Schaumbourg (né en 1449, mort le 30 mars 1527) fut comte de Holstein-Pinneberg et Schaumbourg conjointement à partir de 1498 et seul de 1526 à 1527.
Jean IV est le fils cadet de Otto II de  Holstein-Pinneberg et de son épouse Elisabeth de Hohnstein. Il succède à son frère  Otto III. comme régent du comté de Schaumbourg en 1498 conjointement avec son autre frère Antoine. En 1510 Otto III meurt 
et il règne avec Antoine comme corégent également sur le Holstein-Pinneberg. Après la mort de son frère il règne finalement seul pendant un an de 1526 jusqu'en 1527.

## Union et postérité
Jean IV épouse Kordula de Gemen († 30. Mai 1528). Cette union apporte à la maison de Schauenbourg en 1492 
la seigneurie de Gemen ou Gehmen. Ils laissent un seul enfant:
- Jobst Ier